# Елевтерия (кафене)
Кафене „Елевтерия“ (на гръцки: Καφενείο «Ελευθερία») е емблематична сграда в македонския град Драма, Гърция.
Сградата е двуетажна и е изградена в неокласически стил. Построена е в 1906 - 1907 година от Драмската гръцка община на кръстовището на днешните улици „Елевтериос Венизелос“ и „Кундуриотис“. След като градът попада в Гърция през 1913 година, кафенето получава името „Елевтерия“, тоест Свобода. Сградата е реставрирана от общината и на приземния етаж работи като кафе, а на горния етаж – като културен център.